# Maramag
Maramag è una municipalità di prima classe delle Filippine, situata nella Provincia di Bukidnon, nella Regione del Mindanao Settentrionale.
Maramag è formata da 20 baranggay:
- Anahawon
- Bagongsilang
- Base Camp
- Bayabason (Spring)
- Camp I
- Colambugan
- Dagumba-an
- Danggawan
- Dologon
- Kiharong
- Kisanday
- Kuya
- La Roxas
- North Poblacion
- Panadtalan
- Panalsalan
- San Miguel
- San Roque
- South Poblacion
- Tubigon